# Amalfi (Schiff)
Die Amalfi war ein Panzerkreuzer der Pisa-Klasse der Regia Marina (Königlich Italienische Marine). Sie wurde im Italienisch-Türkischen Krieg mit der italienischen Flotte im September 1911 vor Tripolis eingesetzt und unterstützte im Oktober die Landung italienischer Truppen bei Derna. Im April 1912 führten Amalfi und ihr Schwesterschiff Pisa den Angriff italienischer Schiffe auf die türkischen Forts an den Dardanellen an. Im Ersten Weltkrieg wurde die Amalfi im Juli 1915 versenkt.

## Baugeschichte

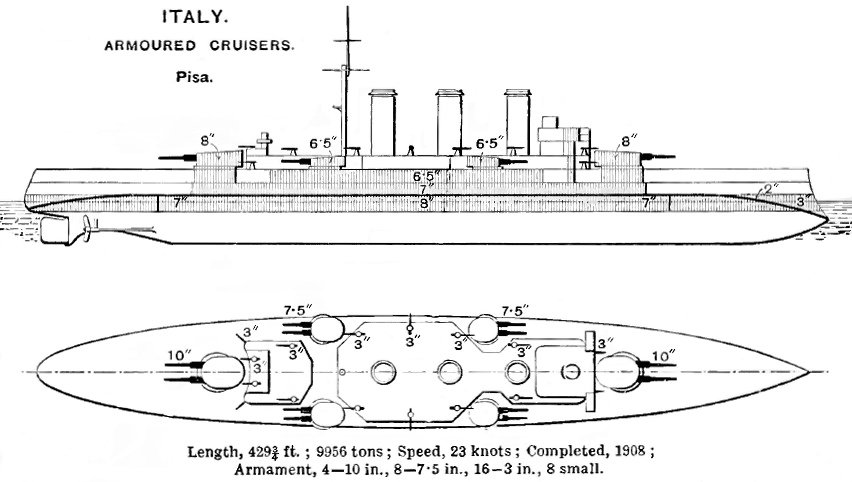
Pisa-Klasse in Brassey’s Naval Annual 1923

Die Amalfi war das zweite Schiff der 1904 von Giuseppe Orlando konstruierten Pisa-Klasse, von der die Regia Marina zwei Schiffe erhielt. Zur Zeit ihrer Konstruktion stufte die italienische Marine sie als Linienschiffe 2. Klasse ein, da sie als Verkleinerung des Linienschiffes Regina Elena entwickelt worden waren. Die relative lange Bauzeit der Amalfi begann schon vor ihrer Kiellegung am 24. Juli 1905. Der Stapellauf erfolgte am 5. Mai 1908 und die Übernahme in den aktiven Dienst dann am 1. September 1909. Während ihrer Bauzeit kamen die wesentlich stärker bewaffneten ersten Schlachtkreuzer in den Dienst.

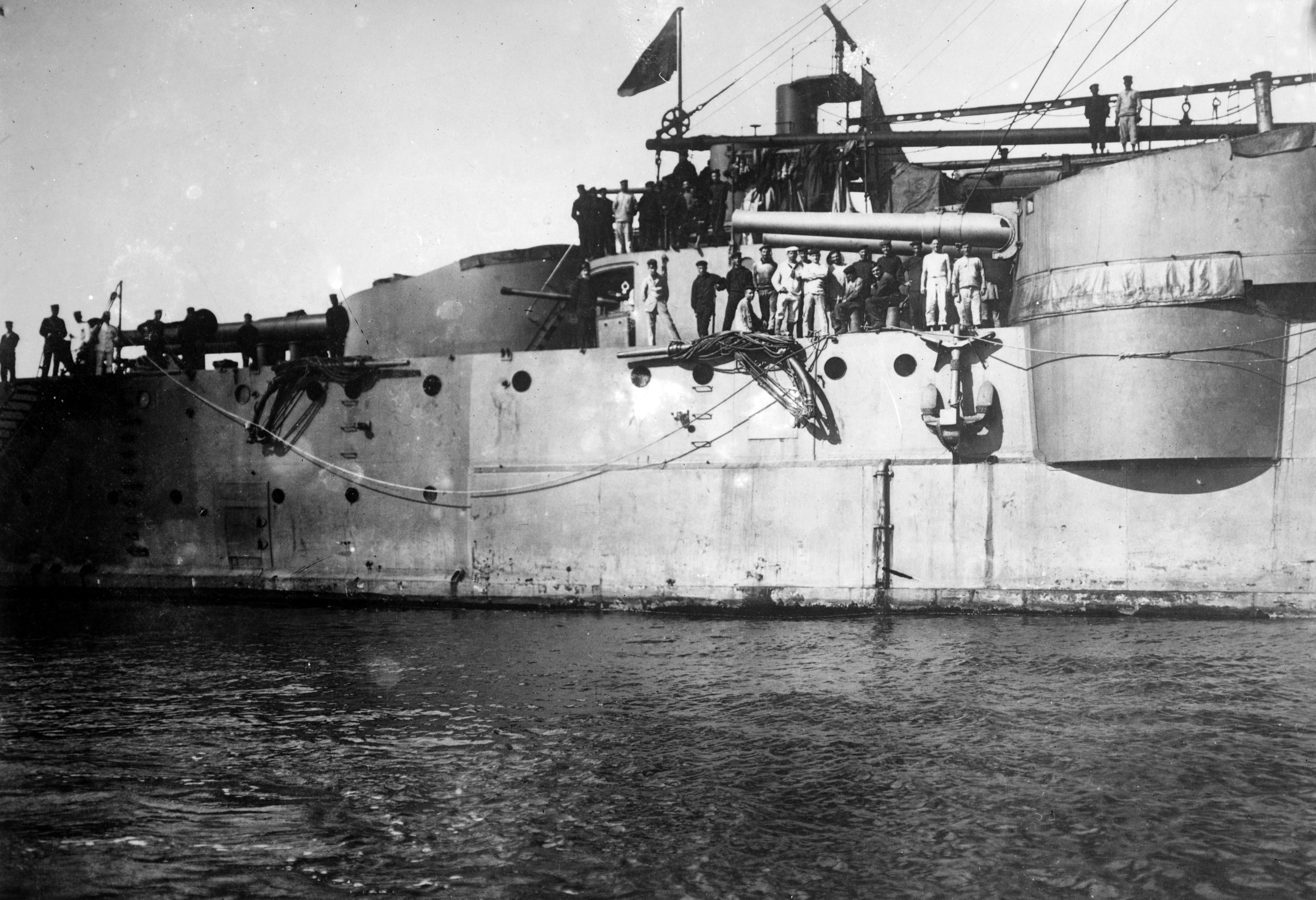
Vorderer Schwerer Turm und erster Turm der Mittelartillerie auf der Backbordseite des Schwesterschiffes Pisa

Die Hauptbewaffnung der Amalfi bestand aus vier von der Elswick Ordnance Company gefertigten Kanonen 25,4 cm L/45 in zwei Doppeltürmen an Bug und Heck, die eine maximale Rohrerhöhung von 25° hatten. Die Türme konnten nach jeder Seite bis zu 150° gedreht werden. Die Mittelartillerie bestand aus acht ebenfalls von Elswick stammenden Geschützen 19,0 cm L/45 in vier Doppeltürmen. Die seitlich installierten Türme hatten Bestreichungswinkel von etwa 160°. Dazu kamen noch sechzehn 7,6-cm-L/40-Geschütze, acht 4,7-cm-L/50-Schnellfeuergeschütze und vier Maschinengewehre sowie drei 45-cm-Unterwasser-Torpedorohre.
Die Panzerung der Amalfi betrug bis 130 mm im Panzerdeck und bis 200 mm beim Gürtelpanzer. Die Türme der schweren Artillerie waren mit 160 mm, die der Mittelartillerie mit 130 mm gepanzert. Die Panzerstärken waren im Vergleich zu denen bei Schiffen anderer Nationen relativ gering und rechtfertigten die Einstufung als Kreuzer.
Neben dem ebenfalls 1909 fertiggestellten Typschiffes Pisa gab es noch ein drittes Schiff dieser Klasse. Ursprünglich auch für die italienische Marine vorgesehen, wurde es wegen Budgetschwierigkeiten und da technisch weitgehend überholt an Griechenland verkauft. Mit abweichender Bewaffnung von vier 23,4-cm-Kanonen fertiggestellt, kam es als Georgios Averoff für die griechische Marine in Dienst, zeichnete sich im ersten Balkankrieg in zwei Gefechten gegen die türkische Marine vor den Dardanellen besonders aus und ist als Museumsschiff erhalten.

## Einsatzgeschichte
Aus den beiden ersten Jahren der Dienstzeit der Amalfi sind keine besonderen Vorkommnisse bekannt.

### Italienisch-Türkischer Krieg
Im Italienisch-Türkischen Krieg lief die Amalfi mit der italienischen Flotte am 24. September 1911, fünf Tage vor der italienischen Kriegserklärung an das Osmanische Reich aus Syrakus aus, um Tripolis zu blockieren. Auf dem Weg versorgte sich der Verband, der neben der Amalfi und ihrem Schwesterschiff Pisa aus den beiden Linienschiffen Roma und Napoli, den drei älteren Panzerkreuzern Giuseppe Garibaldi, Varese und Francesco Ferrucio sowie zwei Zerstörerflottillen bestand, noch in Malta mit Kohlen. Als am 2. Oktober weitere italienische Einheiten unter der Führung des Linienschiffes Benedetto Brin vor Tripolis eintrafen, verlegten Amalfi, Pisa und die Napoli weiter nach Osten, wo sie mit dem gerade in Dienst gestellten Panzerkreuzer San Marco, drei Zerstörern und zwei Torpedobooten zusammentrafen. Sie begleiteten dann eine Transportergruppe, mit der sie am 15. Oktober vor Derna erschienen. Aufforderungen den Ort zu übergeben wurden nicht befolgt, so dass die Pisa die Kasernen und das Fort dort beschoss, ohne dass Abwehrfeuer erfolgte. Ein in den Hafen geschicktes Parlamentärsboot wurde allerdings mit Gewehren beschossen, worauf die drei Panzerkreuzer mit ihren 19-cm-Kanonen die Stadt unter Feuer nahmen und in 30 Minuten fast vollständig zerstörten. Ein erster Versuch, gegen 14:00 Uhr Truppen zu landen, scheiterte an der rauen See und Gewehrfeuer vom Ufer. Amalfi und die anderen Schiffen beschossen daher weiter den Strand bis etwa 16:00 Uhr. Die Wetterbedingungen verhinderten aber eine Landung bis zum 18., an dem schließlich 1500 Mann Derna besetzten.
Am 13. April 1912 begann der nächste bedeutende Einsatz der Amalfi, als sie mit dem 1. Geschwader, dem die drei Linienschiffe Vittorio Emanuele (Flaggschiff), Roma und Napoli und weitere drei Panzerkreuzer (Pisa, San Marco und Vettor Pisani) angehörten, Tarent verließ. Ursprünglich sollte das Geschwader nur nach Tripolis verlegen. Man entschloss sich dann aber zu einem Angriff auf die türkische Küste und lief in die Ägäis. Am 17. April traf man dazu noch mit dem 2. Geschwader bei Stampalia zusammen. Dieses bestand aus den vier Linienschiffen Regina Margherita (Flaggschiff), Benedetto Brin, Ammiraglio di Saint Bon und Emanuele Filiberto und den drei Panzerkreuzern Francesco Ferrucio, Varese und Giuseppe Garibaldi und war aus Tobruk und Augusta anmarschiert.
Am 18. April um 6:30 Uhr liefen Pisa und Amalfi vor der italienischen Flotte in die Dardanellen ein, um die türkische Flotte herauszulocken. Nur vier türkische Küstenbatterien, ausgerüstet mit 18 Krupp-Geschützen zwischen 21 und 28 cm, beschossen die einlaufende italienische Flotte, die das Feuer etwas mehr als zwei Stunden auf einer Distanz von über 7000 m erwiderte. Nach den offiziellen italienischen Berichten wurde kein angreifendes Schiff getroffen, während von türkischer Seite berichtet wird, das die Varese in Brand geschossen worden sei. Auch „The New York Times“ berichtete von zwei Treffern auf der Varese. Schon am 19. April zog sich die italienische Flotte wieder in die Heimat zurück, ließ allerdings die Amalfi und die Pisa mit einigen kleineren Fahrzeugen zurück, die regelmäßig die türkischen Kommunikationseinrichtungen angriffen und zerstörten. Am 28. April besetzten 250 Mann der Amalfi und der Pisa die Insel Astropalia und nahmen die türkische Garnison gefangen. Der Italienisch-Türkische Krieg endete am 18. Oktober 1912 mit der Unterzeichnung des Vertrages von Lausanne.

### Einsätze im Frieden
Im Juni 1913 begleitete die Amalfi König Viktor Emanuel III. und Königin Elena auf der königlichen Yacht Trinacria zur Kieler Woche. Victor Emmanuel traf sich dort mit Kaiser Wilhelm II., um die Entwicklung des Zweiten Balkankrieges zu diskutieren. Von Kiel begleitete die Amalfi das Königspaar auf der Trinacria zu einem weiteren Besuch nach Stockholm. Im November war die Amalfi wieder in italienischen Gewässern, als das amerikanische Schlachtschiff Wyoming unter Admiral Charles J. Badger Neapel besuchte. Der frühere italienische Marineminister, Admiral Cattolica, besichtigte mit den Kommandanten der Amalfi und Emanuele Filiberto das amerikanische Schiff und Admiral Badger machte einen Gegenbesuch auf der Amalfi.

### Erster Weltkrieg
Bei Ausbruch des Weltkrieges im August 1914 verweigerte sich Italien seinen Verbündeten Deutschland und Österreich-Ungarn in den Krieg gegen die Entente zu folgen und blieb neutral. Auf Druck von Großbritannien und Frankreich unterzeichnete Italien am 26. April 1915 den geheimen Vertrag von London, in dem es sich verpflichtete, den Dreibund zu verlassen und innerhalb eines Monats seinen früheren Verbündeten den Krieg zu erklären. Dafür sollte Italien zum Kriegsende territorial entschädigt werden. Anfang Mai 1915 war die Amalfi Teil des in Brindisi stationierten Geschwaders, dem sechs Linienschiffe – Regina Elena, Vittorio Emanuele, Roma, Napoli, Benedetto Brin und Ammiraglio di Saint Bon— sowie vier Panzerkreuzer —Pisa, San Marco, San Giorgio und die Amalfi angehörten.
Als Italien am 23. Mai Österreich-Ungarn den Krieg erklärte, lief die Österreichisch-Ungarische Marine unter ihrem Befehlshaber, Admiral Anton Haus, noch in der Nacht vom 23. zum 24. Mai aus, um die italienische Küste zu beschießen und so italienische Mobilmachung zu behindern. Von den vielen angegriffenen Zielen wurde Ancona am härtesten getroffen, wo die Gas-, Strom- und Telefonversorgung zusammenbrach und die Kohlen- und Ölvorräte brannten. Alle österreichischen Schiffe erreichten sicher ihre Häfen. Dieser anscheinend völlig unbehinderte Angriff erzeugte erheblichen politischen Druck auf die Regia Marina aus Rom. Als die Österreicher einen derartigen Angriff Mitte Juni wiederholten, schickte Admiral Paolo Thaon di Revel die Amalfi und die anderen moderneren Panzerkreuzer aus Brindisi nach Venedig, um die älteren Schiffe dort zu verstärken. Die vier schnellen Panzerkreuzer in Venedig sollten die Österreicher vor weiteren Angriffen abschrecken, wurden aber selbst Ziel für die österreichischen U-Boote.

## Versenkung derAmalfi
Kurz nach dem Eintreffen der vier Panzerkreuzer in Venedig nahm die Amalfi in der Nacht auf den 7. Juli 1915 an einer Kampfaufklärung zum österreich-ungarischen Kriegshafen Pola teil. Nach der Mission wurde der Kreuzer etwa 20 Seemeilen vor Venedig vom österreichischen U-Boot U-26 in der Morgendämmerung des 7. Juli torpediert. Das angreifende Unterseeboot war das deutsche Unterseeboot UB 14 vom Typ UB I (127 t) unter Oberleutnant zur See Heino von Heimburg. Es wurde als österreichisches Boot und unter österreichischer Flagge eingesetzt, da Deutschland sich noch nicht mit Italien im Kriegszustand befand. Die getroffene Amalfi bekam sofort Schlagseite nach Backbord und bekam den Wassereinbruch nicht unter Kontrolle. Ihr Kapitän befahl die Räumung des Schiffes, und der Kreuzer sank 30 Minuten nach dem Treffer. Die zur Unterstützung herbeieilenden Schiffe der Division retteten die Mehrzahl der Besatzungsangehörigen. Nur 67 Mann sollen nach den Verlustlisten ums Leben gekommen sein, auch wenn erste Berichte von 200 Toten sprachen. Als Folge der Versenkung der Amalfi liefen das Schwesterschiff Pisa und die anderen Panzerkreuzer aus Venedig kaum noch aus und wurden schließlich im April 1916 nach Valona (Albanien) verlegt.